# Młodszy chorąży
Młodszy chorąży – stopień podoficerski w Wojsku Polskim.
W Wojsku Polskim wprowadzony w 1967 roku. W hierarchii wojskowej stoi bezpośrednio wyżej od starszego sierżanta i niżej od chorążego. W Wojskach Lądowych stopień młodszego chorążego przypisany jest m.in. do stanowisk: technika pododdziału, podoficera specjalisty, pomocnika dowódcy plutonu.
W Siłach Zbrojnych PRL należał do korpusu chorążych.
Młodszy chorąży występuje również w Straży Granicznej i Służbie Więziennej (oznaczany jak w wojsku) w Policji i Państwowej Straży Pożarnej odpowiednikiem młodszego chorążego jest młodszy aspirant.

## Oznaczenia stopnia
Zgodnie z przepisami ubiorczymi żołnierzy Wojska Polskiego z 1972 roku młodszy chorąży nosił na środku taśmy otokowej czapki garnizonowej podoficera umieszczoną w linii równoległej do krawędzi taśmy jedną gwiazdkę umieszczoną między ramionami krokiewki w odstępie 2 mm od ramion krokiewki; krokiewkę umieszczano nad paskiem czapki w odległości 2 mm; długość ramion  krokiewki wynosiła 2 cm, szerokość 5 mm, rozwartość ramion 75°.
Naramienniki obszyte wokół (z wyjątkiem miejsca wszycia rękawa) jednolitą taśmą szerokości 5 mm. Ponadto krokiewka z taśmy szerokości 5 mm, skierowana kątem w dół oraz gwiazdka umieszczoną między ramionami krokiewki w odległości 2 mm od nich; rozwartość ramion krokiewki – 70°; odległość od wszycia rękawa do wierzchołka krokiewki – 1 cm.